# Maria Repetto
Maria Repetto (Voltaggio, 31 ottobre 1809 – Genova, 5 gennaio 1890) è stata una religiosa italiana della congregazione delle suore di Nostra Signora del Rifugio in Monte Calvario. È stata proclamata beatificata da papa Giovanni Paolo II nel 1981.

## Biografia
Maria Repetto nacque a Voltaggio, nella diocesi di Genova, primogenita degli undici figli del notaio Giovanni Battista e di Teresa Gazzale, e fu battezzata lo stesso giorno. Quattro sorelle e due fratelli presero i voti, consacrandosi al Signore. A vent'anni, il 7 maggio 1829, entrò come postulante nell'ordine delle Suore di Nostra Signora del Rifugio in Monte Calvario, dette Brignoline, congregazione fondata due secoli prima da santa Virginia Centurione Bracelli, dove le religiose prestano il loro servizio negli ospedali e in molteplici opere di assistenza. Emise i voti di povertà, castità e obbedienza il 15 agosto 1831, desiderosa di contemplare, amare e servire Gesù nei poveri, confortandoli materialmente e spiritualmente. 
Nel 1835 e nel 1854 un'epidemia di colera colpì Genova, e la religiosa andò come volontaria a curare gli ammalati: già da allora la gente cominciò a chiamarla la "monaca santa". Nel 1868 le Brignoline si trasferirono a Marassi per permettere la costruzione della stazione di Genova Brignole, e a lei fu affidato l'incarico di portinaia. Nutriva una grande devozione per san Giuseppe, e distribuiva medagliette e immagini raffiguranti il santo che gli infermi applicavano direttamente sulle parti malate. Ormai ottantenne, si ritirò in infermeria. Morì il 5 gennaio 1890 e le sue reliquie sono venerate nella chiesa della Casa Madre di Genova. Ne fu dichiarata l'eroicità delle virtù il 4 luglio 1968 da papa Paolo VI, e fu beatificata da papa Giovanni Paolo II il 4 ottobre 1981.

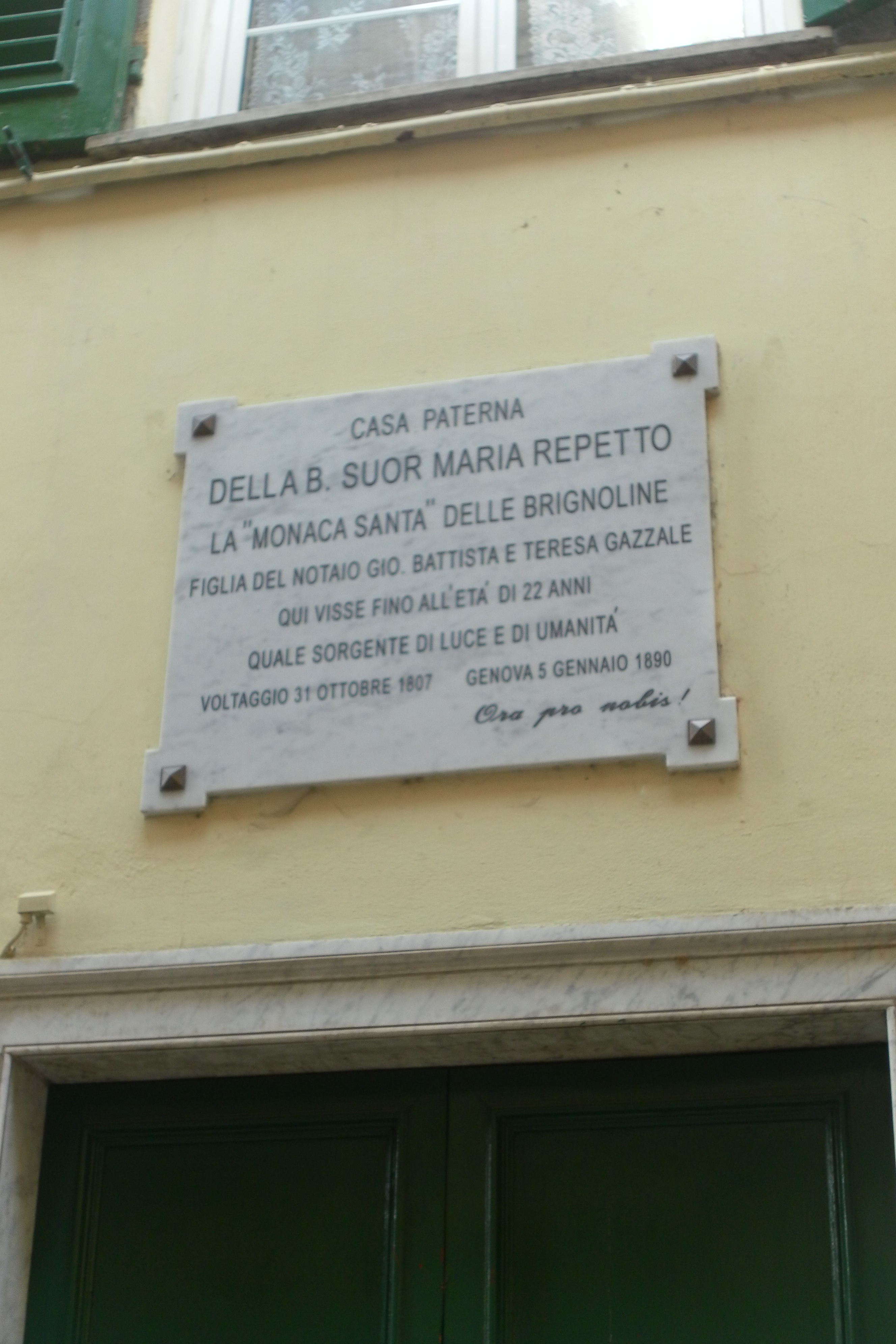
Lapide commemorativa sulla casa paterna di Maria Repetto a Voltaggio.